# One Second
One Second ist das sechste Studioalbum der englischen Band Paradise Lost. Es erschien im Juli 1997.

## Entstehung und Stil
Bereits auf dem Vorgänger-Album Draconian Times waren zunehmend schnellere, eingängigere Songs zu hören gewesen. Auf One Second wurden diese nicht nur zahlreicher, sondern auch zunehmend mit Synthesizer-Bässen und Keyboard-Flächen angereichert, wenngleich die Gitarren vielfach noch dominierten und vereinzelte Metal-Riffs zu hören sind. Der Gesang von Nick Holmes war nun vollständig clean. Das Album wurde mit Ulf „Sank“ Sandqvist in London und Wales aufgenommen.

## Rezeption
Eduardo Rivadavia von AllMusic schrieb, Fans der frühen Paradise Lost sollten sich mit Vorsicht nähern. Es gebe aber keinen Weg, die Qualität dieser radikalen, aber beeindruckenden Abkehr zu leugnen. Er vergab vier von fünf Sternen. Rock-Hard-Herausgeber Holger Stratmann resümierte: „Gelegentlich hätte man sich zwar noch ein paar Gitarrenspitzen mehr gewünscht und mit Blood of Another ist auch ein ähnlich banaler Track wie die letztmalige Single The Last Time vertreten, aber insgesamt ist One Second für meine Begriffe ein rundes und aufregendes Rock-Album der Spitzenklasse.“ Die Wertung lag bei neun von zehn Punkten.

## Titelliste
Alle Stücke wurden von Nick Holmes und Gregor Mackintosh geschrieben.
1. One Second – 3:32
2. Say Just Words – 4:02
3. Lydia – 3:32
4. Mercy – 4:24
5. Soul Courageous – 3:01
6. Another Day – 4:44
7. The Sufferer – 4:29
8. This Cold Life – 4:21
9. Blood of Another – 4:01
10. Disappear – 4:29
11. Sane – 4:00
12. Take Me Down – 5:25
13. I Despair (Bonustitel) – 3:54

## Chartplatzierungen
| ChartsChartplatzierungen     | Höchstplatzierung | Wochen |
| ---------------------------- | ----------------- | ------ |
| Deutschland (GfK)            | 8 (10 Wo.)        | 10     |
| Österreich (Ö3)              | 10 (12 Wo.)       | 12     |
| Schweiz (IFPI)               | 40 (4 Wo.)        | 4      |
| Vereinigtes Königreich (OCC) | 31 (2 Wo.)        | 2      |